# Liban aux Jeux olympiques d'hiver de 1952
Cet article contient des informations sur la participation et les résultats du Liban aux Jeux olympiques d'hiver de 1952, qui ont eu lieu à Oslo en Norvège. 

## Résultats

### Ski alpin
| Athlète        | Épreuve      | Course 1        | Course 1 | Course 2     | Course 2     | Total        | Total        |
| Athlète        | Épreuve      | Temps           | Rang     | Temps        | Rang         | Temps        | Rang         |
| -------------- | ------------ | --------------- | -------- | ------------ | ------------ | ------------ | ------------ |
| Ibrahim Geagea | Descente     |                 |          |              |              | 3 min 20 s 2 | 57           |
| Ibrahim Geagea | Slalom géant |                 |          |              |              | 3 min 52 s 8 | 82           |
| Ibrahim Geagea | Slalom       | N'a pas terminé | –        | Non qualifié | Non qualifié | Non qualifié | Non qualifié |